# Германский музей обуви
Германский музей обуви (нем. Deutsches Schuhmuseum Hauenstein; также Немецкий обувной музей) — музей в немецкой коммуне Хауэнштайн, который находится в федеральной земле Рейнланд-Пфальц. Основан на месте бывшего завода обуви, построенного в 1886 году, здание которого состоит из четырёх этажей, открытых для посетителей.

## Экспонаты
Музей представляет собой коллекцию различной обуви, среди которых можно выделить ботинок 180-го размера ноги или сандалии человека, жившего в 200 году до нашей эры.

## Награды
Музей получил оценку «отлично» от комиссии Европейских музеев, так как, по мнению оценивающей группы, музей объединяет обувное искусство и социальную историю.